# CityLAZ-12
Der CityLAZ-12 ist ein niederfluriger Linienbus des ukrainischen Nutzfahrzeug-Herstellers LAZ. Das Modell ist Nachfolger des LAZ-5252 und wurde ab Mai 2004 gebaut. Die Karosserien der Baureihe CityLAZ-12 wurden von Carrus in Lwiw in der Ukraine produziert. Der CityLAZ-12 ist als Linienbus für Stadtbusverkehr ausgelegt. Es gibt ihn auch als dreiachsigen Gelenkbus CityLAZ-20.

## Technische Daten
MotortypDeutz BF6M 1013ECP
Leistung195 kW (265 PS)
Drehmoment954 Nm
Hubraum7150 mm
AbgasnormEURO-3
Getriebehydromechanisch, 6 Vorwärtsgänge, 1 Rückwärtsgang
GetriebetypZF-Ecomat 2 6 HP 502 C
Höchstgeschwindigkeit120 km/h leer, 75 km/h beladen
Verbrauch24 l/100 km bei 60 km/h
Antriebsformel4×2